# Constant de Heath-Brown-Moroz
En matemàtiques, la constant de Heath-Brown-Moroz, anotada C, és una constant definida com:
{\displaystyle C=\prod _{p}\left(1-{\frac {1}{p}}\right)^{7}\left(1+{\frac {7p+1}{p^{2}}}\right)}
on els valors de p són nombres primers. Rep aquest nom en honor dels matemàtics Roger Heath-Brown i Boris Moroz. El valor de la constant és:
{\displaystyle C\approx 0,0013176411548531}
Aquesta constant forma part d'una estimació asimptòtica per la distribució de punts racionals (els punts d'una funció en què imatge i antiimatge és un nombre racional) d'una alçada delimitada per la superfície cúbica X03=X1X₂X₃.
Sigui H un nombre real positiu i N(H) el nombre de solucions de a l'equació X03=X1X₂X₃ amb tots els Xi enters positius menors o iguals a H i  primers entre si (amb mcd igual a 1). Llavors:
{\displaystyle N(H)=C\cdot {\frac {H(\log H)^{6}}{4\times 6!}}+O(H(\log H)^{5}).}